# Yphthimoides pacta
Yphthimoides pacta är en fjärilsart som beskrevs av Gustav Weymer 1911. Yphthimoides pacta ingår i släktet Yphthimoides och familjen praktfjärilar. Inga underarter finns listade i Catalogue of Life.